# Miskolc-Tiszai pályaudvar
Miskolc-Tiszai pályaudvar (česky Miškovec-Tiské nádraží) je železniční stanice v maďarském městě Miškovec, které se nachází v župě Borsod-Abaúj-Zemplén. Stanice byla otevřena v roce 1859, kdy byla zprovozněna trať mezi Nyíregyházou a Miškovcem.

## Historie
Stanice byla otevřena roku 1859, kdy byla zprovozněna trať Nyíregyháza–Szerencs–Miškovec. V roce 1860 byla zprovozněna trať do Košic přes Hidasnémeti. Až v roce 1870 byla otevřena trať do Budapešti přes Hatvan. V roce 1871 byla napojena do stanice trať ze slovenského Fiľakova přes Bánréve.

## Provozní informace
Stanice má celkem 4 nástupiště a 7 nástupních hran. Ve stanici je možnost zakoupení si jízdenky a je elektrizovaná střídavým proudem 25 kV, 50 Hz. Provozuje ji společnost MÁV.

## Doprava
Stanice je hlavním nádražím ve městě. Zastavují zde mezinárodní expresy do Košic. Dále zde jezdí nebo končí několik vnitrostátních vlaků InterCity na trase Budapešť–Miškovec (–Sátoraljaújhely) či zde zastavují okružní InterCity (maďarsky Kör-IC) z Budapest-Nyugati pu. přes Szolnok, Debrecín, Nyíregyházu, Miškovec do Budapest-Keleti pu. Osobní vlaky odsuď jezdí do Ózdu, Tiszaújvárose, Hidasnémeti, Füzesabony, Tornanádasky a Sátoraljaújhely.

## Tratě
Stanicí prochází tyto tratě:
- Hatvan–Miškovec Szerencs–Sátoraújhely (MÁV 80)
- Miškovec–Nyékládháza–Tiszaújváros (MÁV 89)
- Miškovec–Felsőzsolca–Hidasnémeti (MÁV 90)
- Miškovec–Bánréve–Ózd (MÁV 92)
- Miškovec–Sajóecseg–Tornanádaska (MÁV 94)

## Galerie

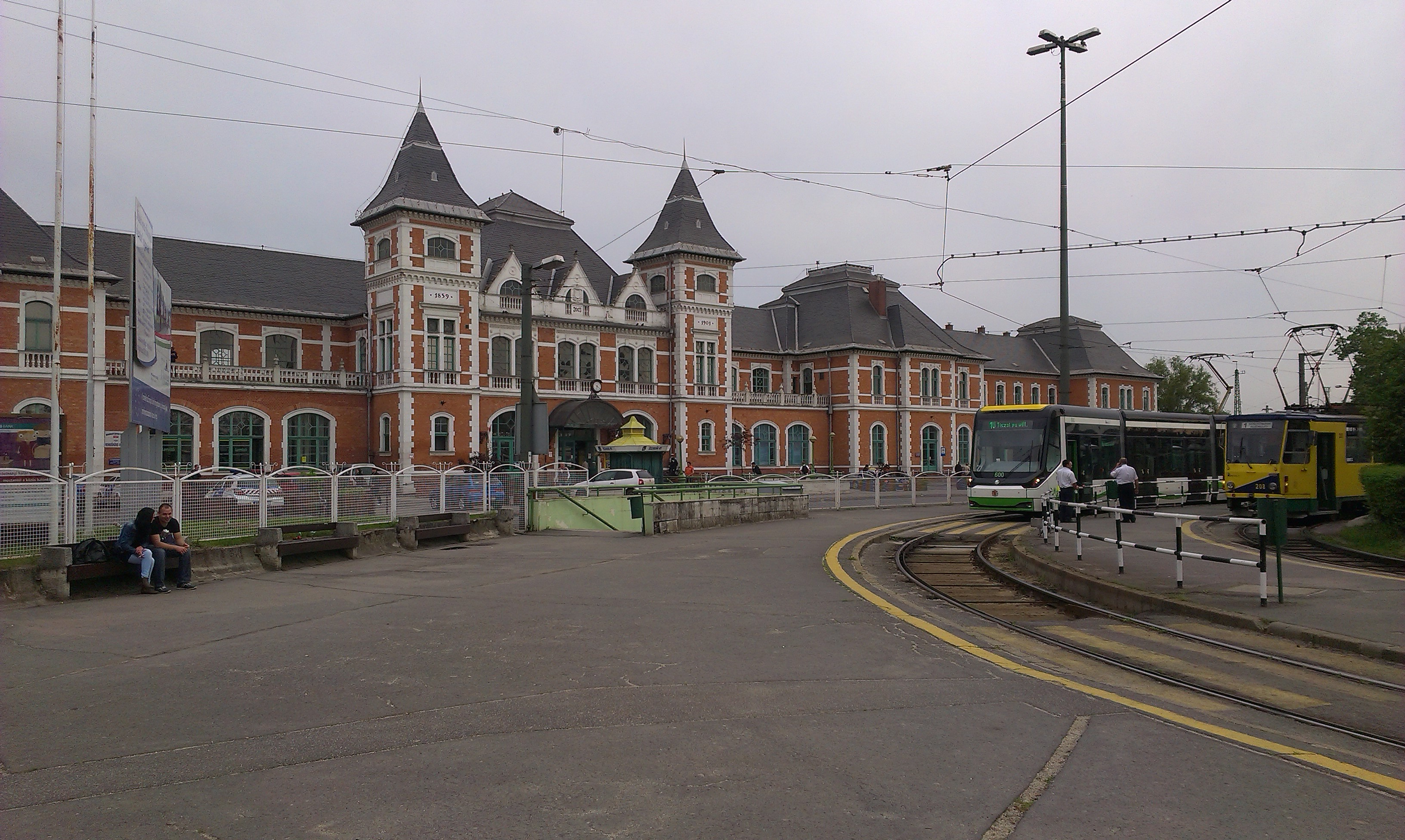
Pohled na staniční budovu
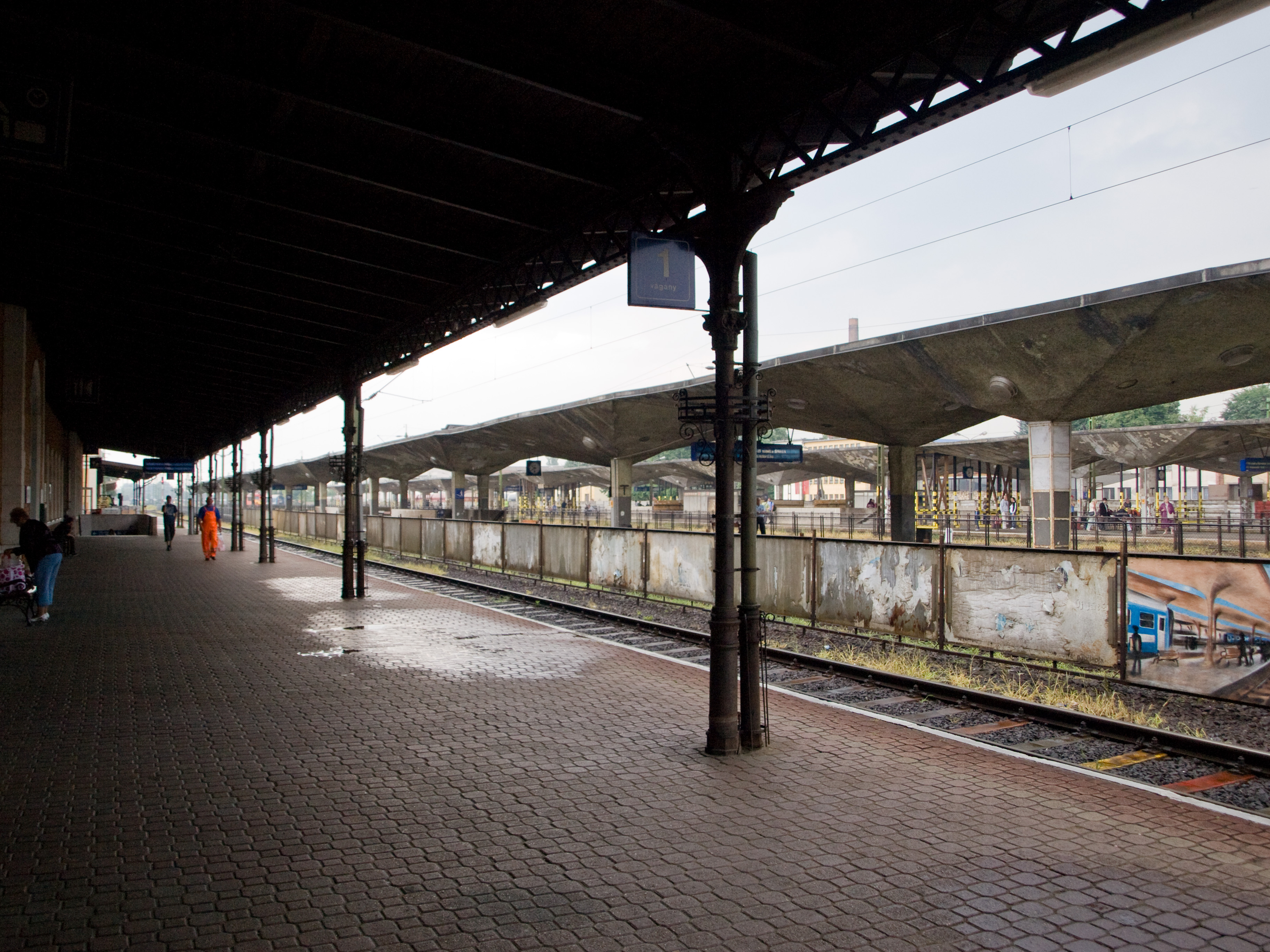
Pohled na nástupiště
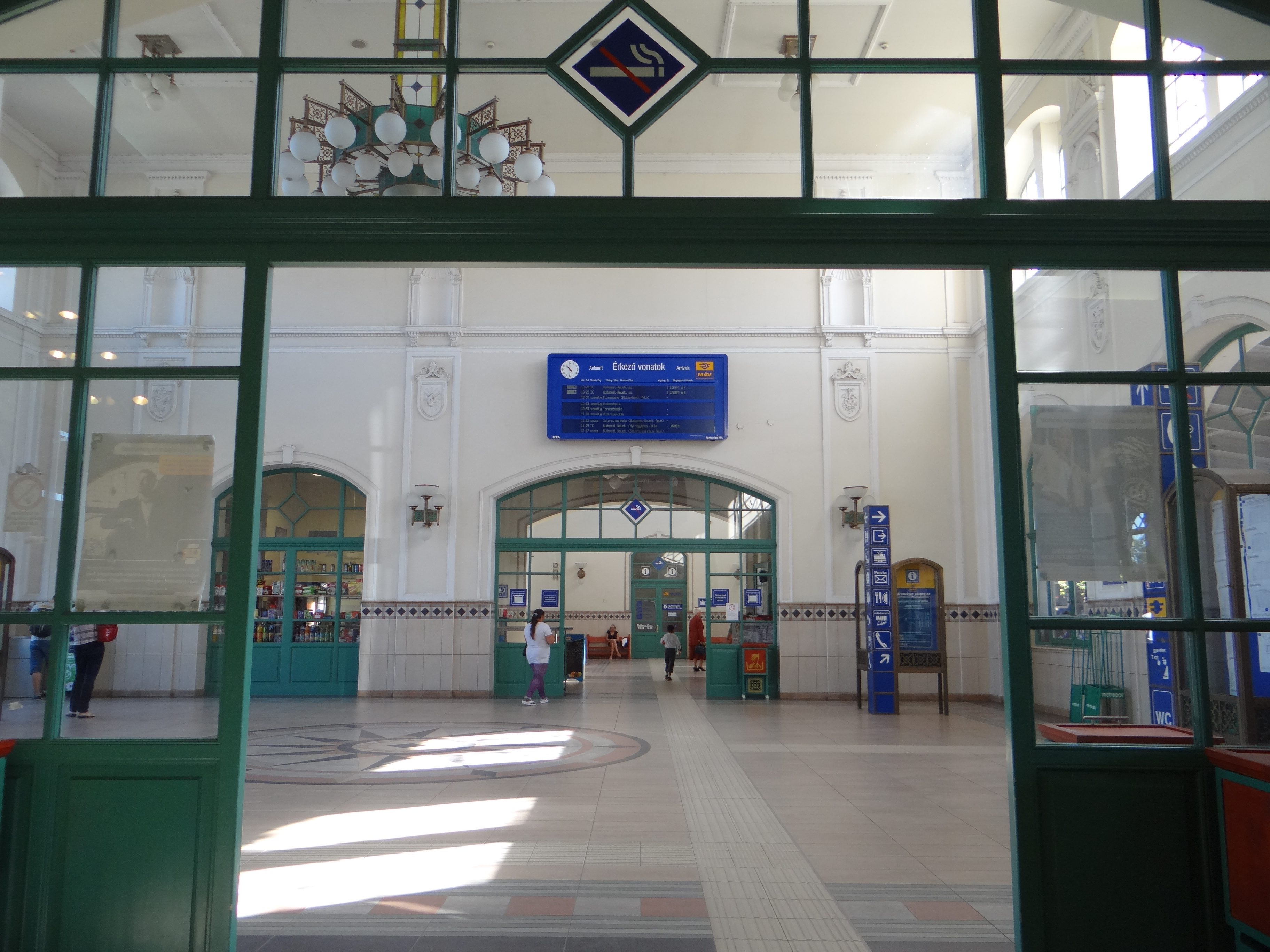
Interiér staniční budovy
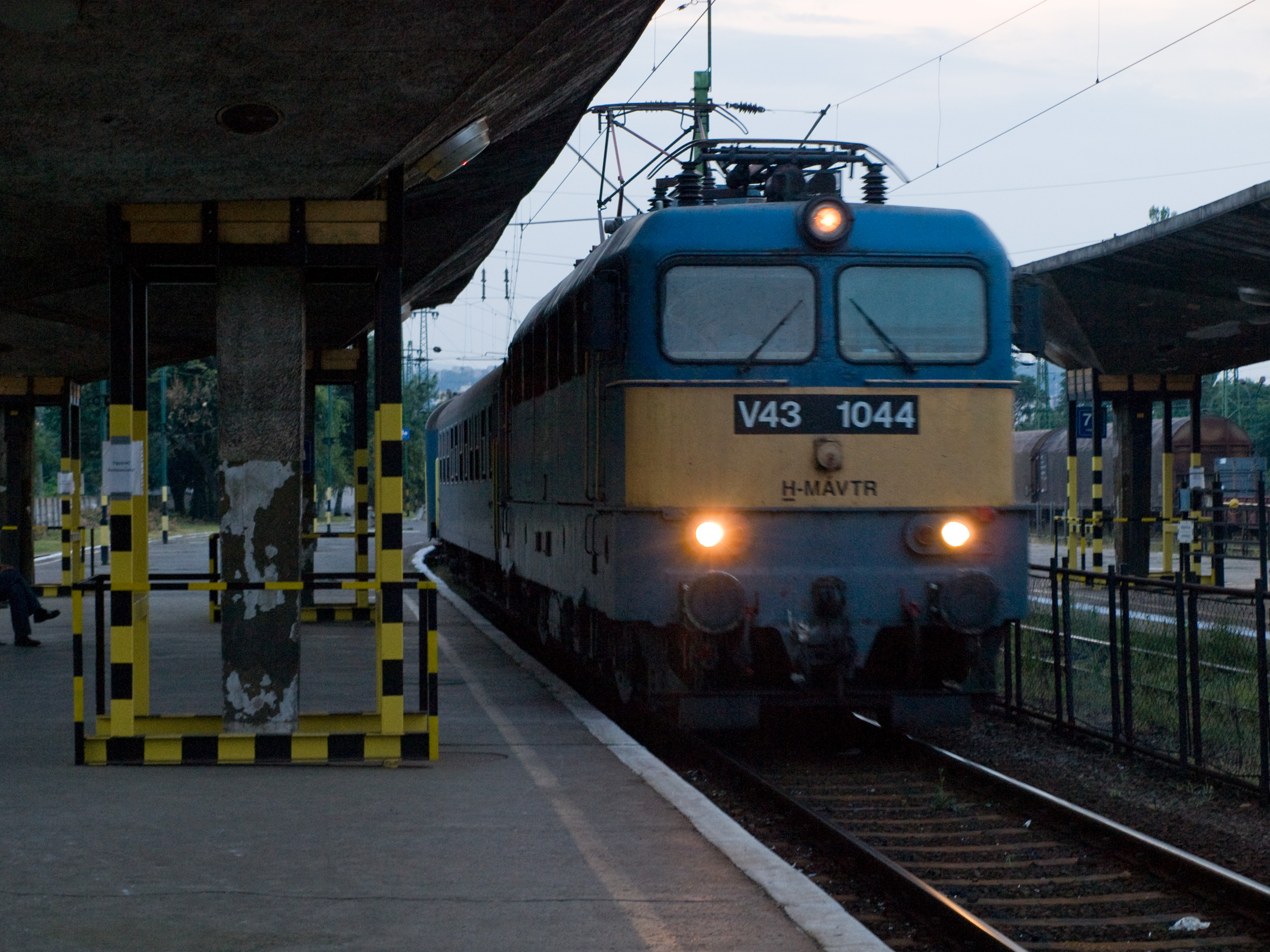
Osobní vlak s lokomotivou V43 ve stanici
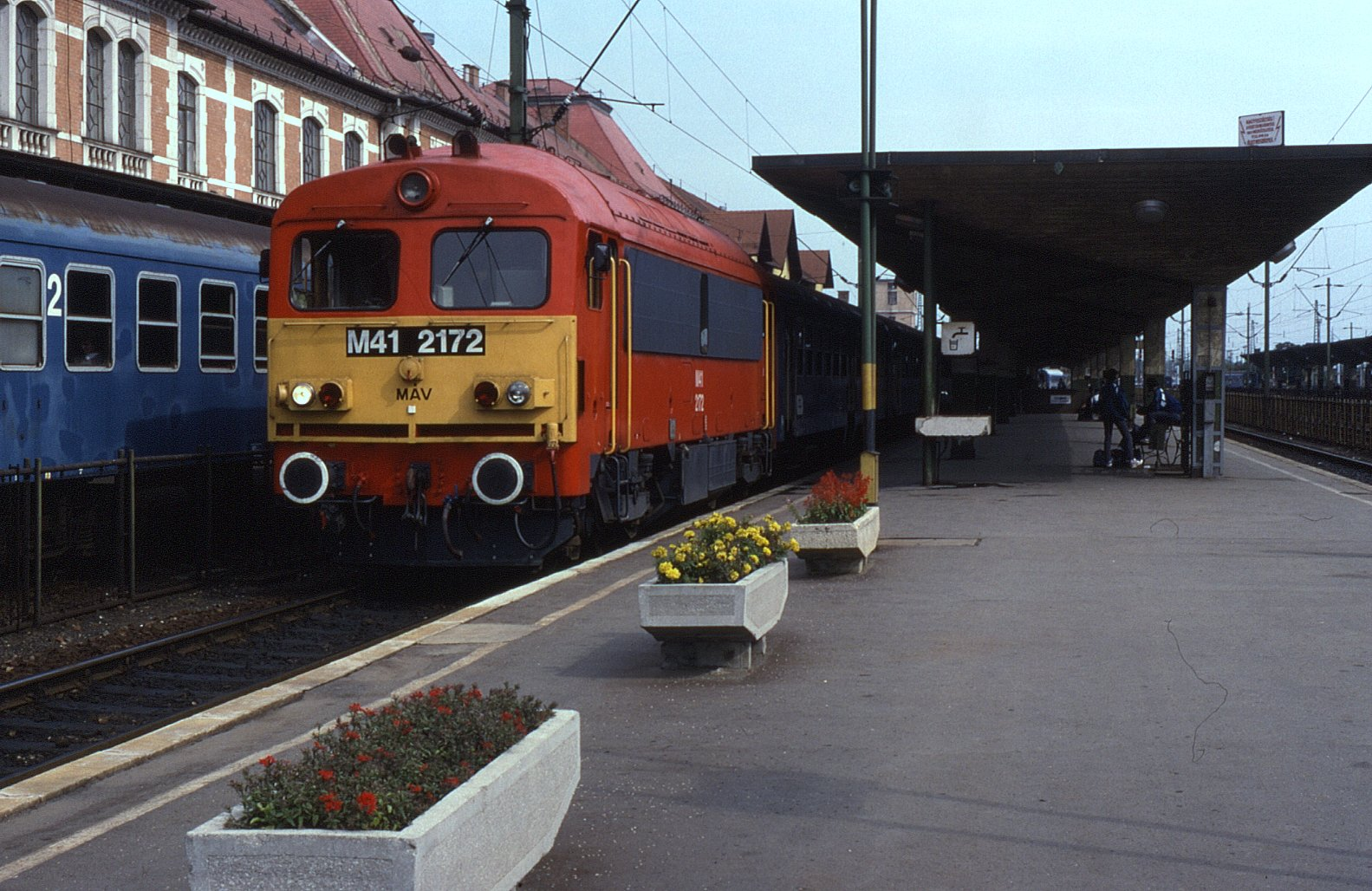
Osobní vlak s lokomotivou M41 ve stanici